# Ruppiner Eisenbahn 89
Der Triebwagen RE Nr. 89 war ein Fahrzeug der Ruppiner Eisenbahn.
Ursprünglich war es ein Akkumulatortriebwagen der Bauart Edison, der 1926/1927 den Betrieb auf der Söhrebahn aufnahm. Von diesem Fahrzeug wurde der Mittelwagen 1934 mit einem Dieselmotor ausgerüstet und bei der Söhrebahn eingesetzt. Die Nummer bei der Gesellschaft ist nicht bekannt.
1938 wurde das Fahrzeug auf der Ruppiner Eisenbahn verwendet. Dort erhielt er die Nummer 89. Der Triebwagen wurde 1949 von der Deutschen Reichsbahn als VT 135 551 übernommen. Das Fahrzeug war bis Mitte der 1950er Jahre eingesetzt und ist nicht mehr vorhanden.

## Geschichte

### Söhrebahn
Der ab 1926/1927 auf der Söhrebahn eingesetzte Triebwagen erhielt bei der Gesellschaft die interne Bezeichnung T 10.
Der Triebwagen erfüllte dort nicht die an ihn gestellten Erwartungen. Die steigungsreiche Strecke brachte ihn öfter an seine Leistungsgrenze. Nach weiteren Problemen wurde er bis 1930 abgestellt.
Nach 1930 wurde dem Mittelwagen des Akkumulatortriebwagens, der schon bauseits an beiden Enden einen Führerstand besaß,  im ehemaligen Postabteil ein Dieselmotor eingebaut und das Fahrzeug als Schlepptriebwagen verwendet. Die Umbauten führte die Waggonfabrik Gebrüder Credé aus, der Motor wurde von MAN geliefert, die zusätzliche elektrische Ausrüstung stammte von BBC Mannheim. Dabei blieben die beiden Fahrgastabteile der 2. und 3. Wagenklasse erhalten.
Der Wagen übernahm bis 1938 einen Großteil der Personenbeförderung außerhalb des Berufsverkehrs, wo weiterhin Dampfzüge verwendet wurden. Danach wurde er an die Ruppiner Eisenbahn verkauft. Die beiden Endwagen des Akkumulatortriebwagens waren als Personenwagen bis 1961 in Betrieb.

### Ruppiner Eisenbahn
Der Triebwagen wurde bei der Ruppiner Eisenbahn als RE 89 bezeichnet.

### DR 135 551
Das Fahrzeug wurde 1949 von der Deutschen Reichsbahn als VT 135 551 übernommen und blieb in der Reichsbahndirektion Schwerin. Auf einem Foto besitzt der Triebwagen 1963 im Ausbesserungswerk Dessau noch die Kennzeichnung der 3. Wagenklasse. Der offizielle Ausmusterungstermin war 1968, die Verschrottungsdaten sind nicht bekannt.

## Konstruktive Merkmale
Die Wagenuntergestelle bestanden aus kräftigen Lang- und Querträgern, die untereinander vernietet waren, der Wagenkasten war ein hölzernes Kastengerippe, das außen mit Stahlblech beplankt war. Das gewölbte Dach war an den Wagenenden eingezogen. Die mittlere Tür führte zur Maschinenanlage. Am ehemaligen Postabteil, das nach dem Umbau den Dieselmotor aufnahm, führte ein Seitengang vorbei. Für die Reisenden wurden ein Abteil 2. Klasse und ein Abteil 3. Klasse eingerichtet. Diese waren gleichzeitig Arbeitsplatz des Triebwagenführers. Ursprünglich besaß der Mittelwagen des Akkumulatortriebwagens in jeder Stirnseite eine Übergangstür zu den Endwagen, beim Umbau zum Einzelfahrzeug wurden diese entfernt.
Dazu besaß der Triebwagen ein Gepäckabteil und einen Abort, wodurch nur wenige Sitzplätze vorhanden waren. Im Gepäckraum waren zusätzliche Klappsitze vorhanden.
Der Dieselmotor kam von MAN, zudem wurde die elektrische Ausrüstung von BBC Mannheim erneuert. Die Laufwerksgestaltung blieb erhalten; eine Achse diente als Antriebsachse mit Tatzlager-Antrieb, die andere war antriebslos. Durch die gewählte Kraftübertragung hatte der Triebwagen ein Gewicht von 31.800 kg, vergleichbare Dieseltriebwagen in Leichtbauweise und mechanischer Kraftübertragung wogen ungefähr die Hälfte.